# Championnat des Philippines d'échecs
Le championnat des Philippines d'échecs est la compétition qui permet de désigner le meilleur joueur d'échecs des Philippines. Il est organisé par la Fédération nationale des échecs des Philippines (en anglais : National Chess Federation of the Philippines, NCFP).

## Vainqueurs du championnat mixte avant 2008
Les différents vainqueurs du championnat des Philippines d’échecs sont :
| Année     | Vainqueur                              |
| --------- | -------------------------------------- |
| 1908      | Fernando Canon                         |
| 1909–1913 | Alvah E. Johnson                       |
| 1914–1921 | Ismael Amado                           |
| 1922–1924 | Leopoldo Lafuente                      |
| 1925      | Jose D. Warren                         |
| 1926      | Datu Alip                              |
| 1927–1930 | Adolfo Gutierrez                       |
| 1931      | Ramon Lontoc Jr.                       |
| 1932–1933 | pas de championnat                     |
| 1934      | Datu Sandangan                         |
| 1935      | Ramon Lontoc Jr.                       |
| 1936      | Rogelio Catanjal                       |
| 1937      | Castor Catalbas                        |
| 1938      | Antonio Navarro                        |
| 1939      | William Lucena                         |
| 1940      | Ramon Lontoc Jr.                       |
| 1941      | Ramon Lontoc Jr.                       |
| 1942      | Max Hoeflein                           |
| 1943      | Antonio Arce                           |
| 1944–1945 | pas de championnat                     |
| 1946      | Horacio P. Tagle                       |
| 1947      | Ramon Lontoc Jr.                       |
| 1948      | Antonio Navarro                        |
| 1949      | Ramon Lontoc Jr.                       |
| 1950      | Rosendo Bandal Sr.                     |
| 1951      | Serafin Alvarez                        |
| 1952      | Jose Pascual                           |
| 1953      | Meliton Borja                          |
| 1954      | pas de championnat                     |
| 1955      | Jose Pascual                           |
| 1956      | Florencio Campomanes, Ramon Lontoc Jr. |
| 1957      | Meliton Borja                          |
| 1958      | Ramón Lontoc Jr.                       |
| 1959      | Jose Pascual                           |
| 1960      | Florencio Campomanes                   |
| 1961      | Rosendo Balinas                        |
| 1963      | Rodolfo Tan Cardoso                    |
| 1964      | Rosendo Balinas                        |
| 1965      | Renato Naranja                         |
| 1966      | Rosendo Balinas                        |
| 1967      | Renato Naranja                         |
| 1970      | Eugenio Torre                          |
| 1971      | Rosendo Balinas                        |
| 1972      | Eugenio Torre                          |
| 1973      | Renato Naranja                         |
| 1974      | Eugenio Torre                          |
| 1990      | Rogelio Antonio[2]                     |
| 1996      | Rogelio Barcenilla                     |
| 1998      | Buenaventura Villamayor                |
| 2001      | Eugenio Torre[3]                       |
| 2002      | Eugenio Torre                          |
| 2004      | Darwin Laylo                           |
| 2006      | Darwin Laylo                           |

## Vainqueurs de la Bataille des grands maîtres
Depuis 2008, les phases finales des championnats masculin et féminin, baptisés Bataille des Grands maîtres (en anglais : Battle of the Grandmasters), sont des tournois toutes rondes organisés en même temps.
| Année    | Ville               | Champion                                         | Championne             |
| -------- | ------------------- | ------------------------------------------------ | ---------------------- |
| 2008     | Manille             | John Paul Gomez[4]                               | Catherine Pereña[5]    |
| 2009     | Dapitan             | Wesley So[6]                                     | Shercila Cua[7]        |
| 2010     | Tagaytay            | Wesley So[8]                                     | Rulp Ylem Jose[9]      |
| 2011     | Manille             | Wesley So                                        | Rulp Ylem Jose[10]     |
| 2012     | Kalibo              | Mark Paragua                                     | Catherine Pereña[11]   |
| 2013     | Manille             | John Paul Gomez, au départage sur Oliver Barbosa | Janelle Mae Frayna[12] |
| 2014     | Manille             | Eugenio Torre                                    | Catherine Pereña[13]   |
| 2015     | Manille             | Richard Bitoon[14]                               | Jan Jodilyn Fronda     |
| 2016     | Manille             | Rogelio Antonio Jr.                              | Janelle Mae Frayna     |
| 2017     | Manille             | Haridas Pascua                                   | Bernadette Galas       |
| 2018     | N'a pas été joué.   |                                                  |                        |
| 2019     | Quezon              | Rogelio Barcenilla                               | Jan Jodilyn Fronda     |
| 2020     | N'a pas été joué.   |                                                  |                        |
| 2021     | Cebu (open)- Manila | Daniel Quizon                                    | Janelle Mae Frayna     |
| 2022     | N'a pas été joué.   |                                                  |                        |
| 2023[15] | Malolos             | Darwin Laylo (en)                                |                        |